# Bistum Guantánamo-Baracoa
Das Bistum Guantánamo-Baracoa (lateinisch Dioecesis Guantanamensis-Baracoensis, spanisch Diócesis de Guantánamo-Baracoa) ist eine auf Kuba gelegene römisch-katholische Diözese mit Sitz in Guantánamo.

## Geschichte
Das Bistum Guantánamo-Baracoa wurde am 24. Januar 1998 durch Papst Johannes Paul II. mit der Apostolischen Konstitution Spirituali Christifidelium aus Gebietsabtretungen des Erzbistums Santiago de Cuba errichtet und diesem als Suffraganbistum unterstellt.

## Bischöfe von Guantánamo-Baracoa
- Carlos Jesús Patricio Baladrón Valdés, 1998–2006
- Wilfredo Pino Estévez, 2006–2016, dann Erzbischof von Camagüey
- Silvano Pedroso Montalvo, seit 2018